# TGV

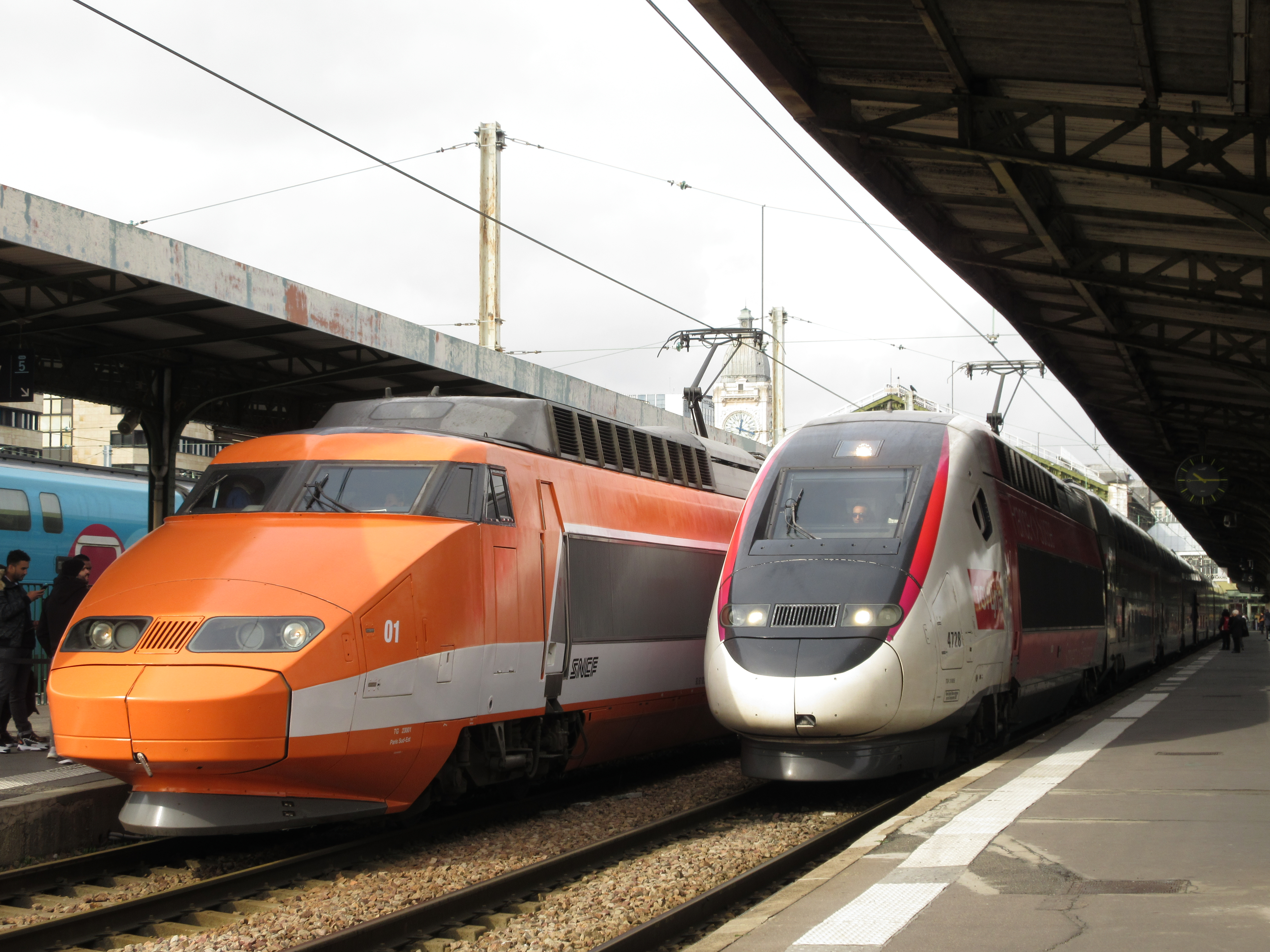
TGV Sud-Est (vlevo), první vlak používaný ve službě, a TGV 2N2 (vpravo), nejnovější varianta ve stanici Gare de Lyon, 2019.

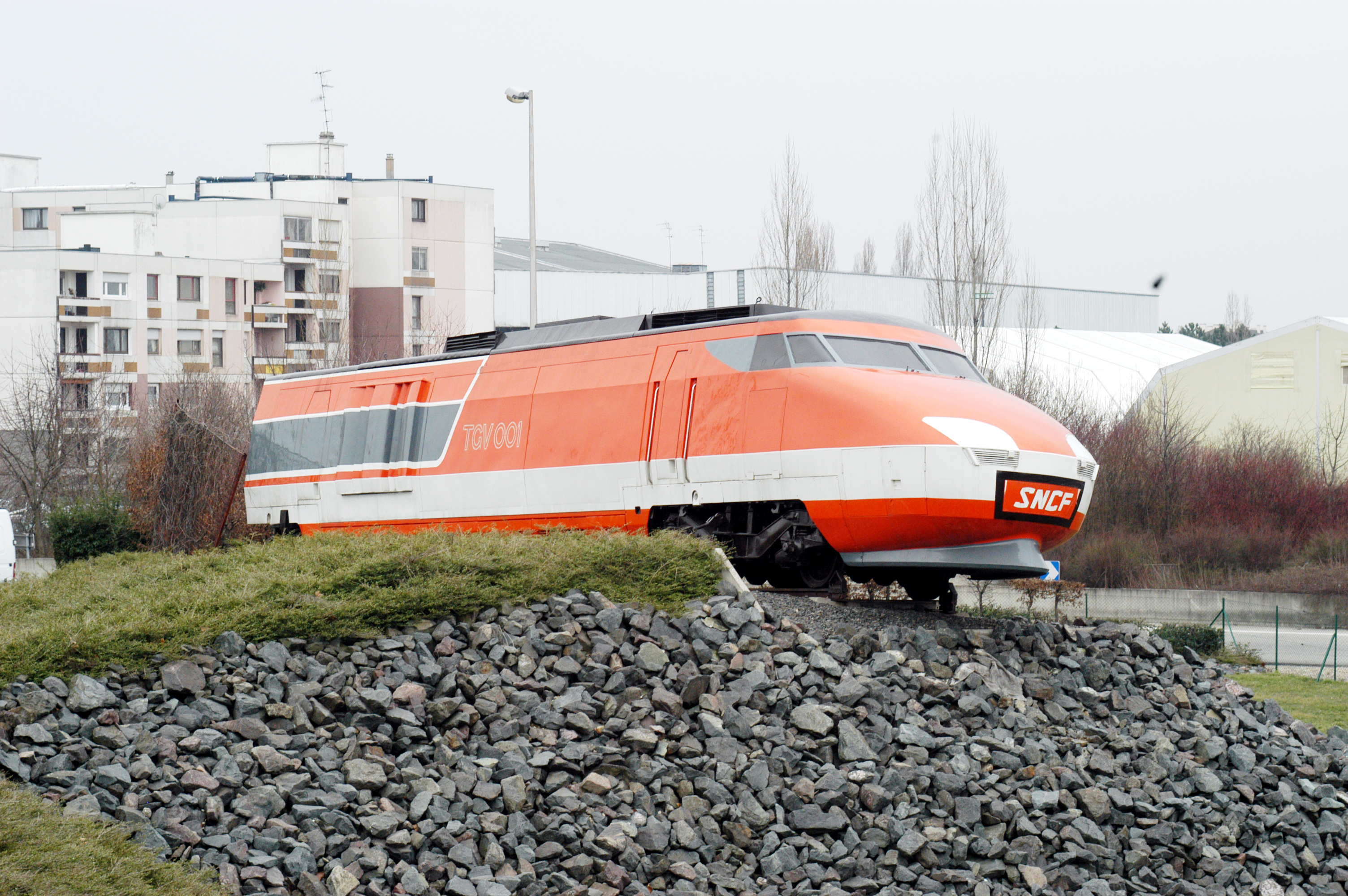
Čelní vůz prototypové turbínové jednotky TGV 001

TGV [teʒe've] je označení pro vysokorychlostní vlaky (Train à Grande Vitesse) francouzských státních drah (SNCF) pro přepravu cestujících, obdobu japonského systému Šinkansen. Vlaky TGV jsou elektricky poháněná vozidla, pohybující se po kolejích normálního rozchodu. Pro umožnění vysoké provozní rychlosti až 330 km/h, jsou však pro ně zpravidla budovány vysokorychlostní tratě (LGV – Ligne à Grande Vitesse) bez úrovňových křížení a s mimořádně velkými poloměry oblouků (v současnosti přes 7000 m), sklon trati dosahuje až 35 ‰.

## Historie
Vysokorychlostní vlaky byly ve Francii vyvíjeny od konce 60. let a první speciální trať TGV dána do provozu mezi Paříží a Lyonem 27. září 1981. Do roku 2013 bylo vyrobeno asi 550 souprav TGV v různých variantách, vedle francouzských železnic SNCF je provozoval dopravce Thalys, Eurostar a další.
Na úspěšné TGV navázal roku 1996 dvoupodlažní vysokorychlostní vlak (AGV) firmy Alstom pod značkou Avelia TGV Duplex, Euroduplex, TGV 2N2 a do roku 2019 jich bylo vyrobeno více než 200.

## Popis
Jednotky TGV se skládají ze dvou hnacích (čelních) a několika hnaných (vložených vozů). Hnací nápravy jsou vždy všechny nápravy hnacího vozu a někdy též sousedního podvozku hnaného vozu. Vložené vozy spočívají na Jakobsových podvozcích (tj. jeden podvozek je vždy společný pro dva sousedící vozy; netýká se spřažení s čelními vozy). Předností tohoto řešení je snížení počtu dvojkolí a větší bezpečnost v případě vykolejení, kdy spojené vozy méně vybočují z osy koleje. Nevýhodou je nemožnost rozpojení vozidel v běžném provozu.
První prototyp TGV 001 byl poháněn plynovou turbínou. Zvýšení cen ropy během ropné krize v roce 1973 však rozhodlo ve prospěch elektrické trakce. Většina vlaků je napájena soustavami:
- 25 kV/50 Hz~ (vysokorychlostní tratě a konvenční na severu a východě [ Evian les Bains ]) a
- 1,5 kV= (konvenční tratě na jihu a východě, včetně mezistátní trati do Švýcarska [ Bellegarde (Ain) – La Plaine – Genéve ]), některé rovněž
- 3 kV= (pro jízdy do Belgie) nebo
- 15 kV/16,7 Hz~ (pro jízdy do Německa a Švýcarska [ Vallorbe – Lausanne – Brig, Pontarlier – Neuchâtel – Bern – Curych HB])

### Varianty
- TGV 001 (prototyp)
- TGV Paris Sud-Est
- TGV Atlantique
- AVE S-100
- AVE S-101 Euromed
- TGV La Poste
- TGV Réseau
- Thalys PBA
- TGV Duplex
- TGV Eurostar
- Thalys PBKA
- KTX (TGV Korea)
- TGV POS
- AGV

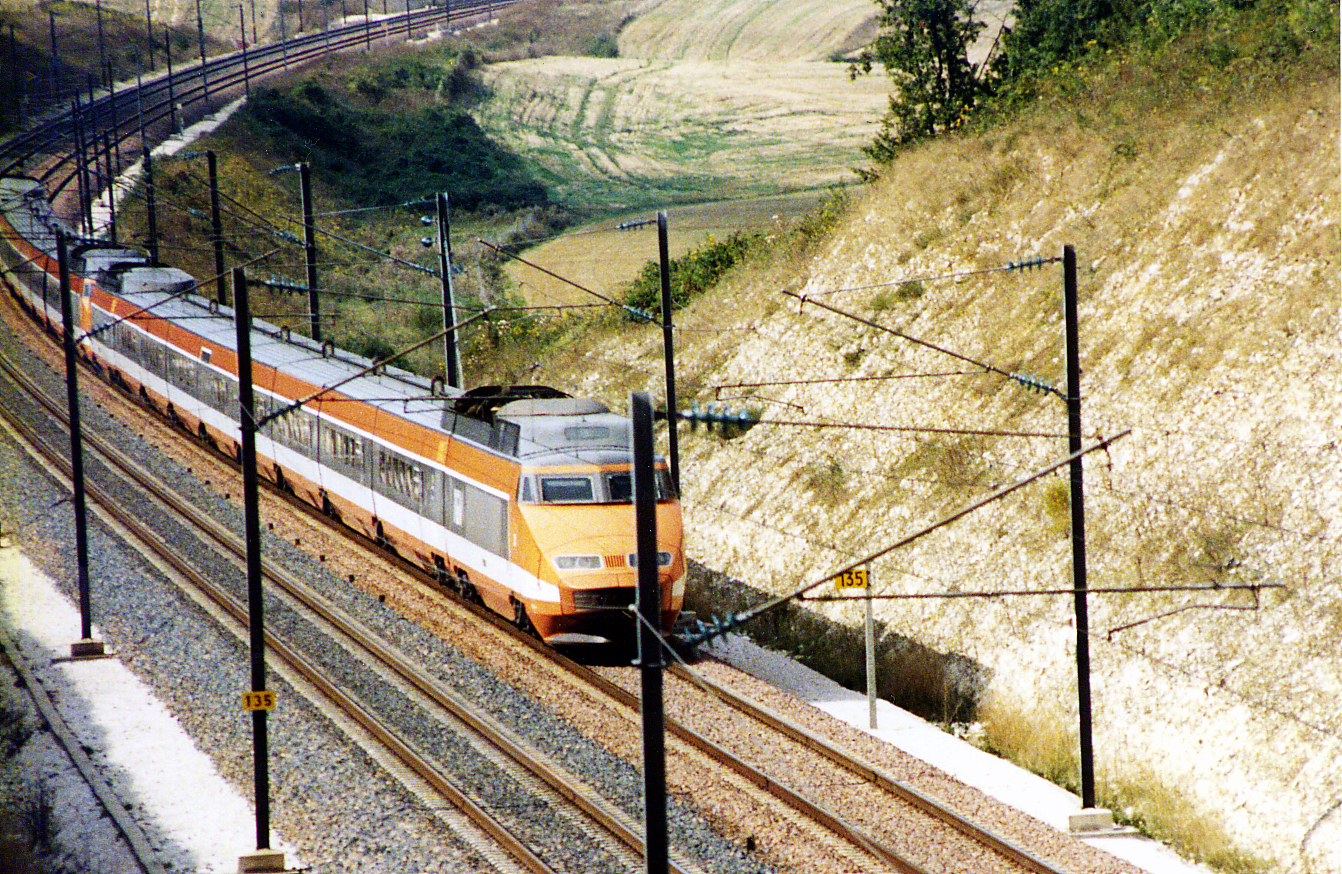
2 soupravy PSE v původním zbarvení, 1987
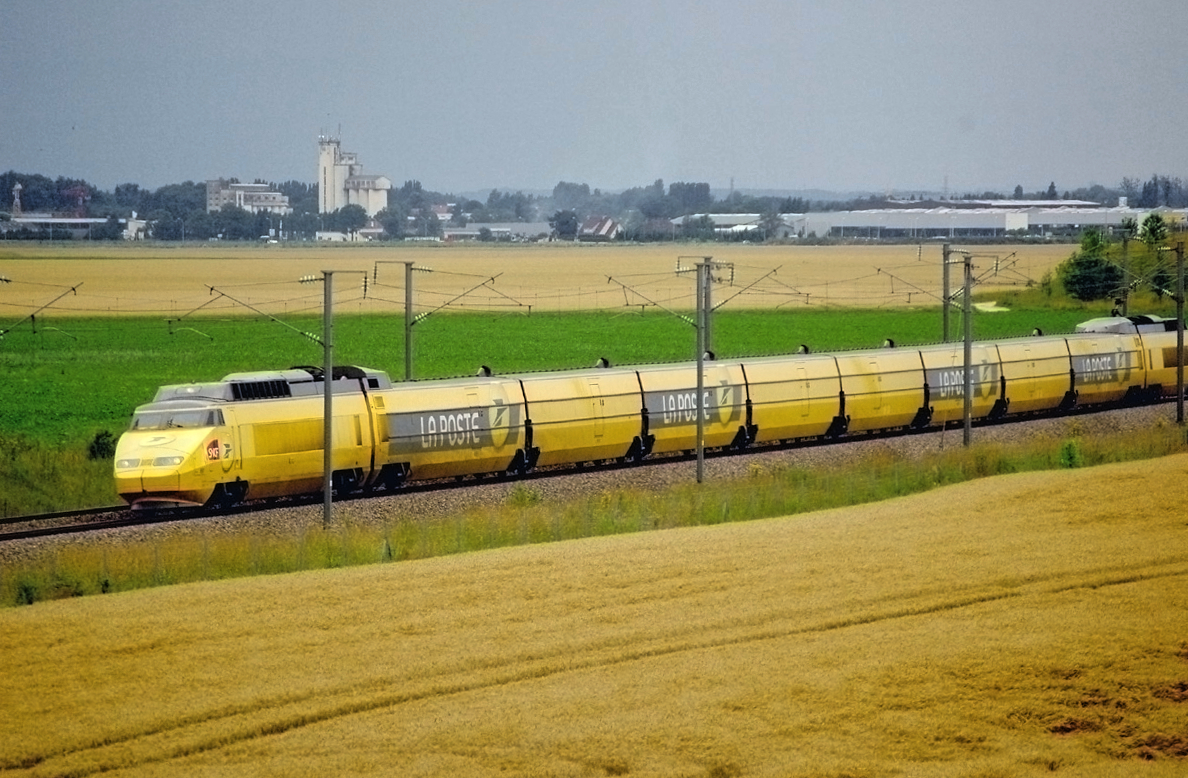
Souprava La Poste
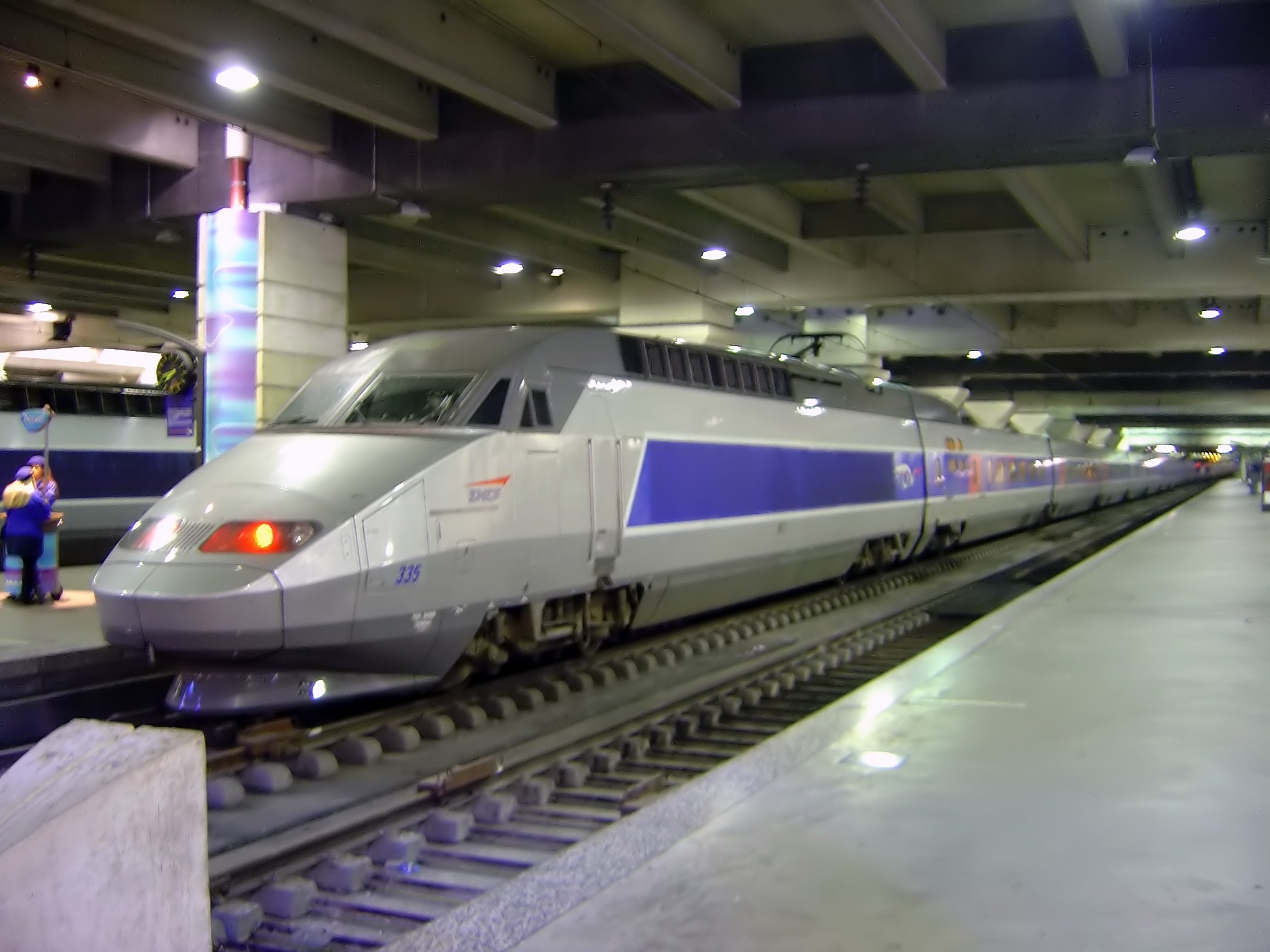
Souprava Atlantique č. 335 na Gare Montparnasse v Paříži
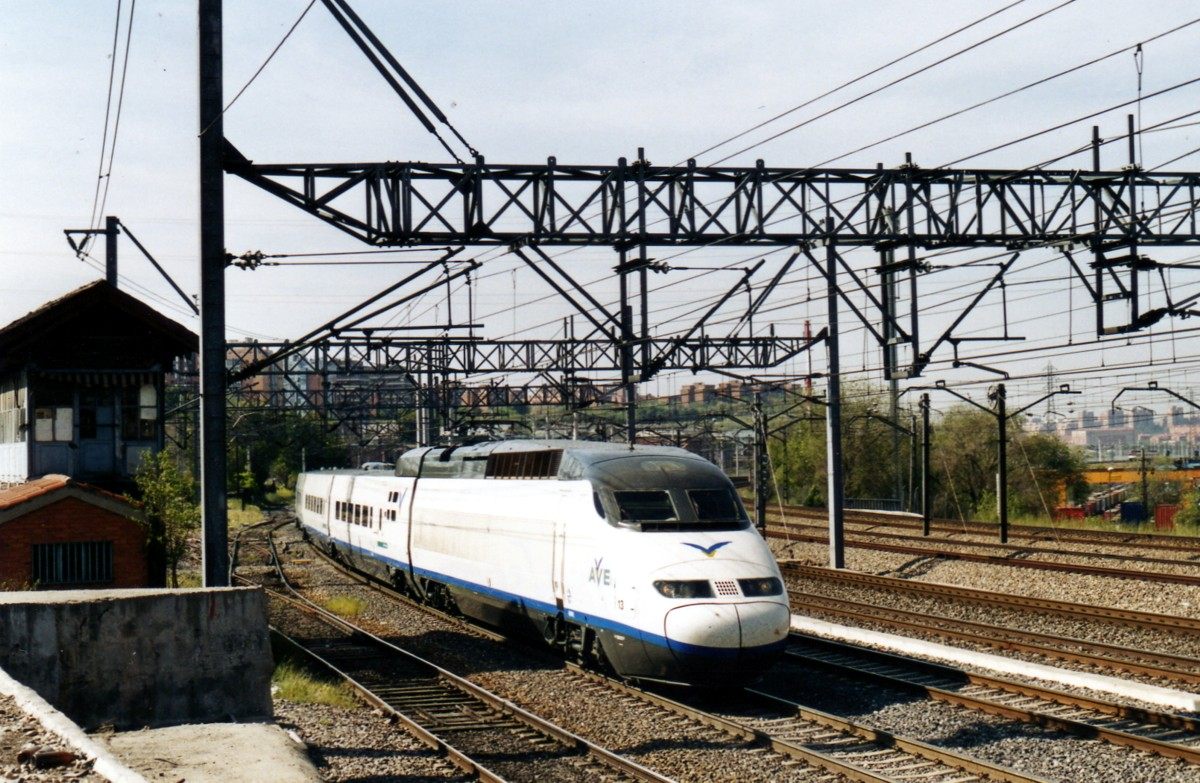
AVE S-100 č. 13 u žst. Madrid Puerta de Atocha
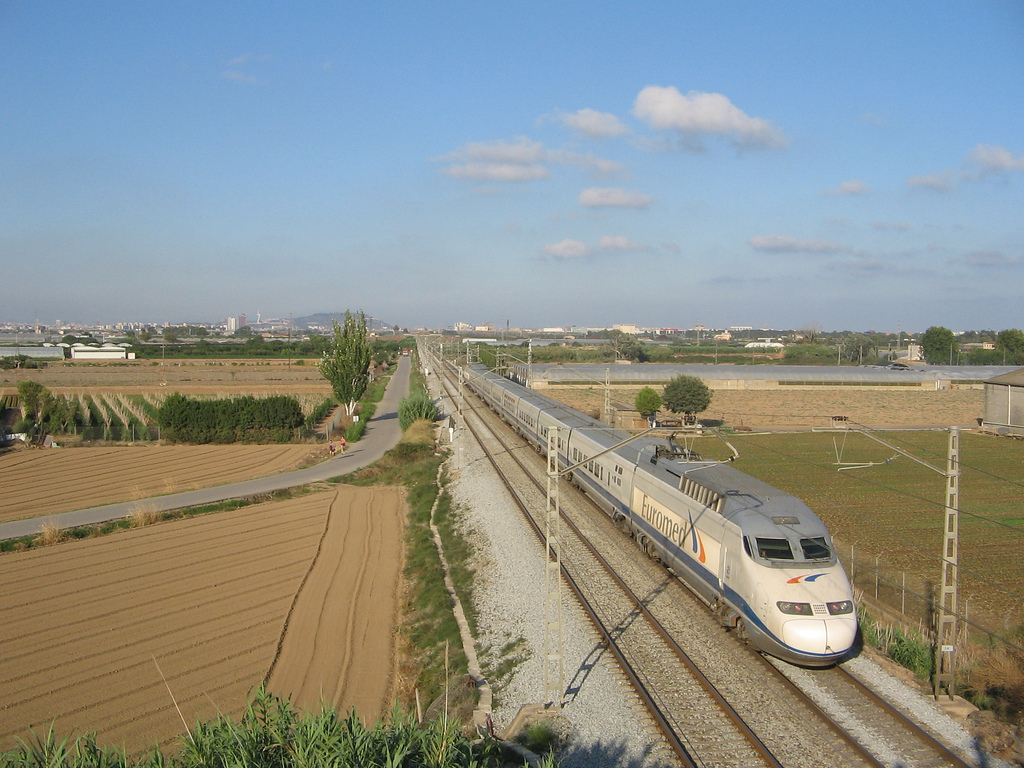
AVE S-101 Euromed
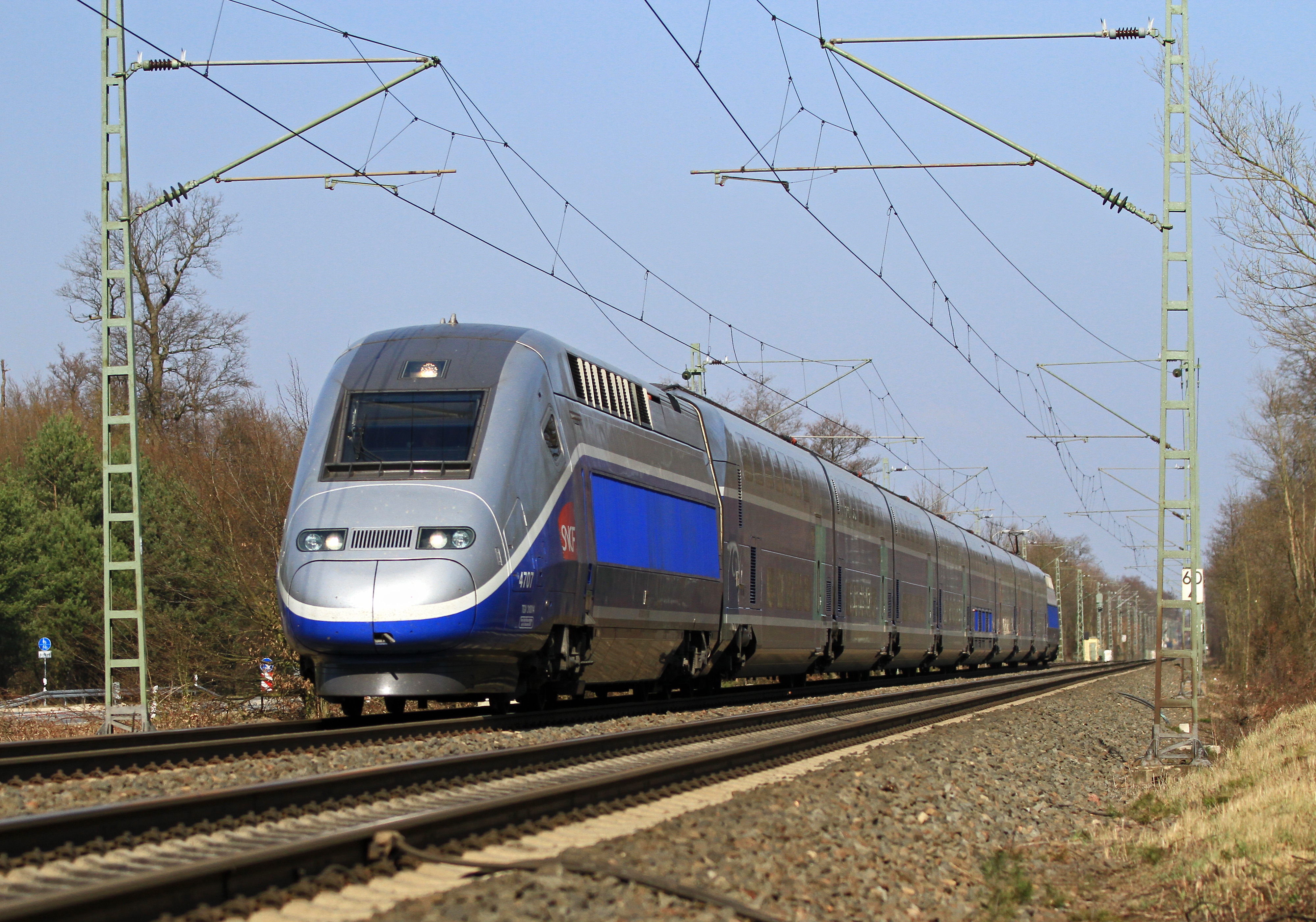
Dvoupodlažní souprava TGV Duplex (TGV Euroduplex) u města Frankfurt nad Mohanem, Německo

## Tratě

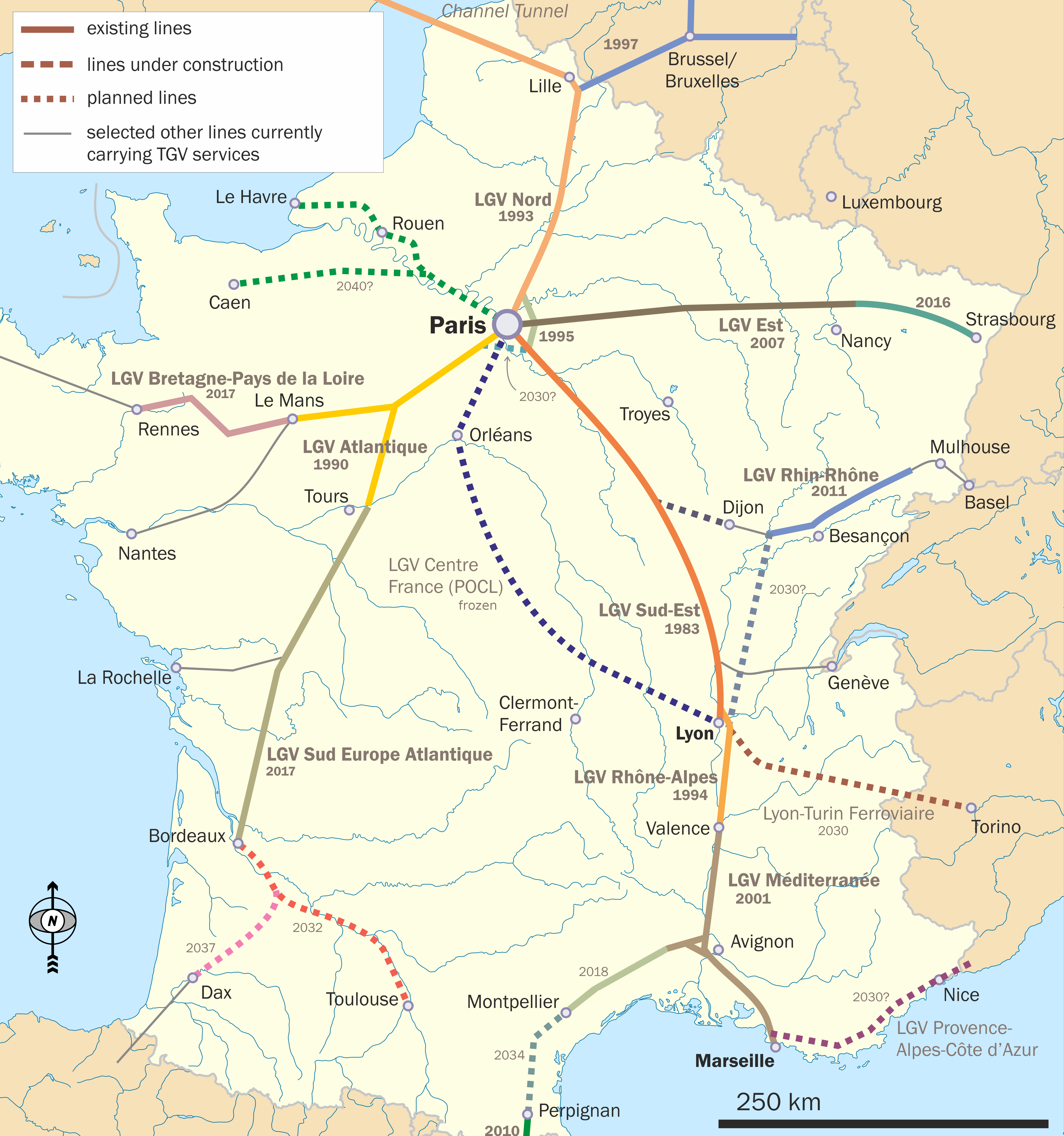
Tratě TGV ve Francii v provozu a ve výstavbě

Tratě TGV:
LGV v Francii
LGV mimo Francii
standardní tratě s provozem TGV

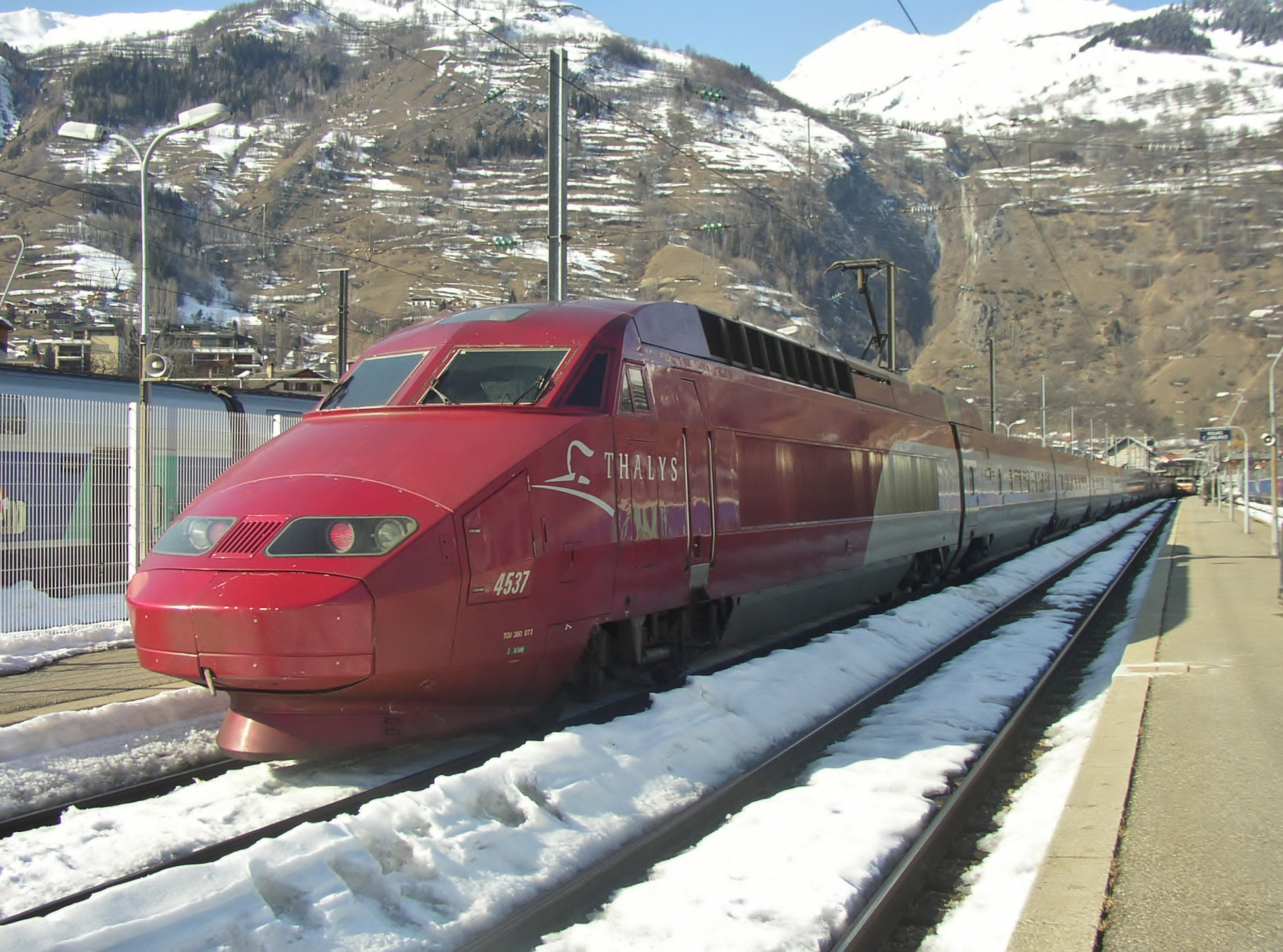
Souprava Thalys PBA 4537

Tratě, které využívají jednotky TGV se označují LGV (ligne à grande vitesse – vysokorychlostní trať)
V současnosti jsou ve Francii a v přilehlém okolí v provozu následující tratě:
- LGV Sud-Est – Paříž – Lyon; výstavba 1975-1983 (St. Florentin – Lyon 1981); délka 538 km; traťová rychlost 270 km/h
- LGV Atlantique – Paříž – Le Mans, Tours; výstavba 1985-1990; délka 282 km; traťová rychlost 300 km/h; pokračovaní Tours – Rennes výstavba 2012 až 2017 (otevřeno 1. července 2017)
- LGV Nord-Europe – Paříž – Lille – Calais; výstavba 1989-1993; délka 333 km; traťová rychlost 300 km/h
- LGV Rhône-Alpes – Montanay Junction – Valence; výstavba 1990-1994; délka 115 km; traťová rychlost 300 km/h
- LGV Méditerranée – Valence – Nîmes, Marseille; výstavba 1996-2001; délka 251 km; traťová rychlost 300 km/h (v úseku Avignon – Aix-en-Provence povolena rychlost 320 km/h)
- LGV Belgium / HSL 1 – Lille – Brusel; výstavba 1993-1997; délka 84 km; traťová rychlost 300 km/h
- HSL-Zuid / HSL 4 – Antverpy – Amsterdam; otevřena v polovině roku 2009[1]
- LGV Est (1. úsek) – Paříž – Baudrecourt; výstavba 2002-2007; délka 301 km; traťová rychlost 350 km/h (provoz jen na 320 km/h)
- High-Speed 1 – Folkestone – Londýn; výstavba 1994-2007; délka 109 km; traťová rychlost 300 km/h
- Trať Haut-Bugey – rekonstrukce tratě mezi Bellegarde a Bourg-en-Bresse (trasa Paříž – Ženeva); otevřena v roce 2010
- LGV Perpignan – Figueras – Perpignan – Figueras (Španělsko); výstavba 2004-2011; délka 44,4 km; traťová rychlost 350 km/h,
- LGV Rhin – Rhône (východní větev) – Genlis – Lutterbach – délka 140 km, otevřeno 11. prosince 2011
- * LGV Est (2. úsek) – Baudrecourt – Strasbourg; výstavba 2009-2015; délka 106 km; traťová rychlost 350 km/h (provoz jen na 320 km/h) – uvedení do provozu proběhlo 3. července 2016[2] .
- LGV Sud Europe Atlantique – Tours – Bordeaux; výstavba zahájena v roce 2012; délka 302 km; otevřena 1. července 2017;

Postupně byly zprovozněny i další tratí, například
- LGV Rhin – Rhône – Lyon – Dijon – Mylhúzy;
- Lyon Turin Ferroviaire – Lyon – Turín

## Rekordy

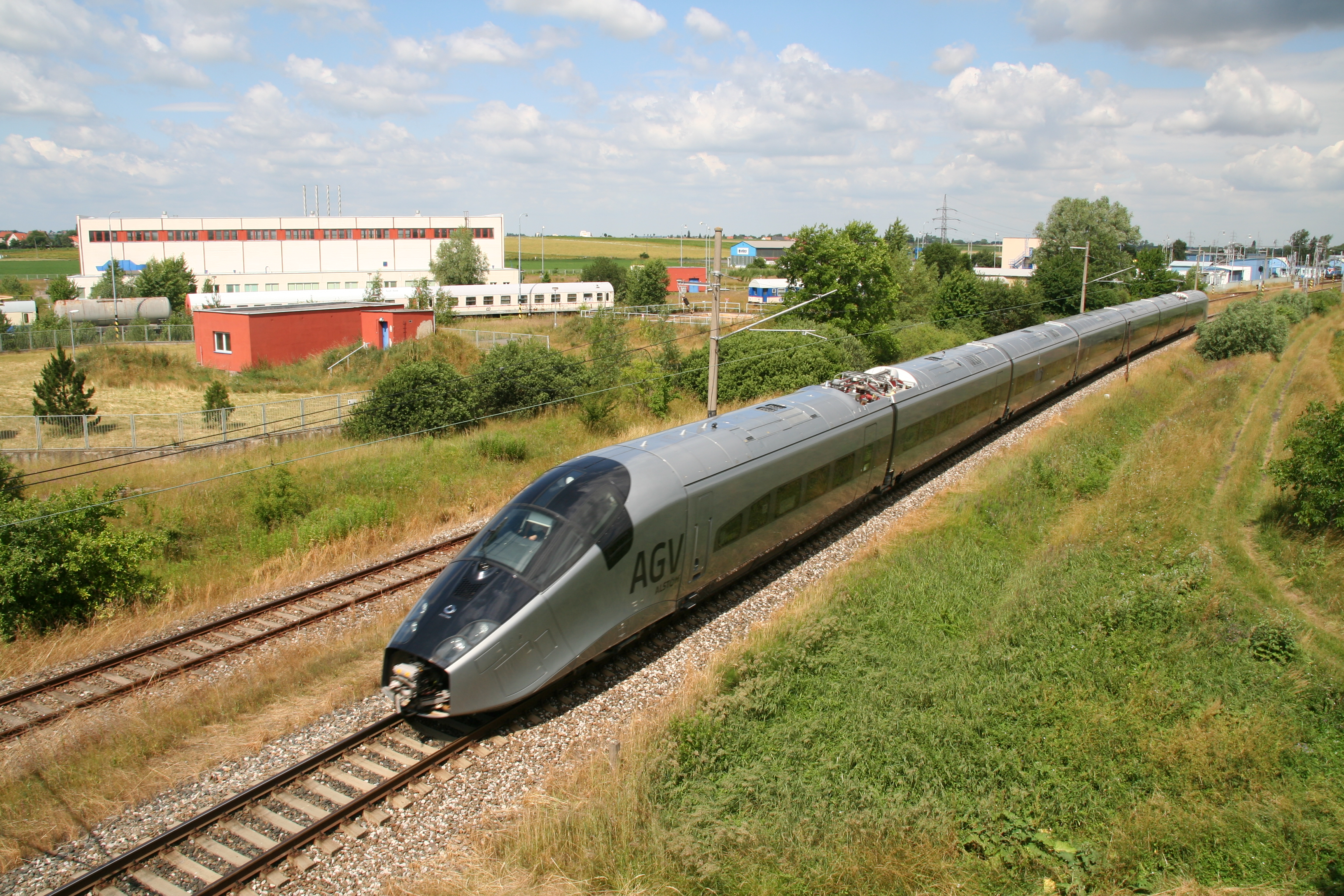
Souprava AGV na cerhenickém testovacím okruhu

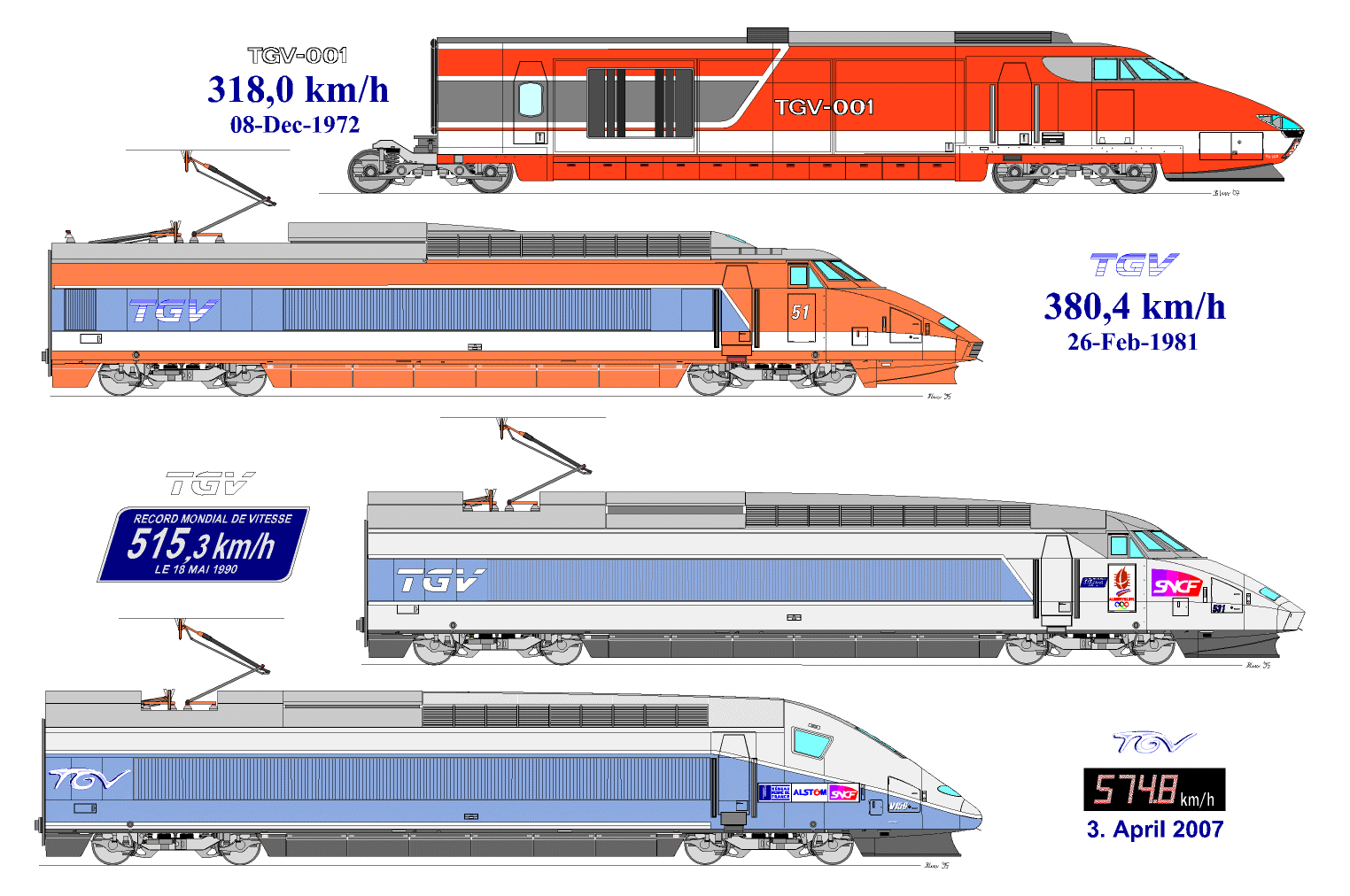
Rekordní jízdy TGV

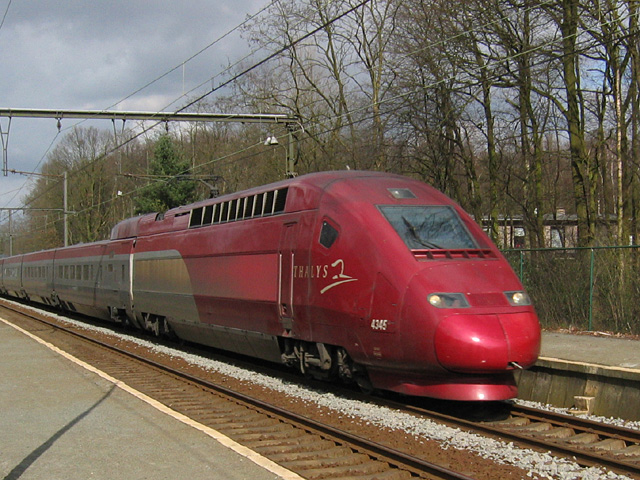
Souprava Thalys PBKA 4345

Již 8. prosince 1972 dosáhla jednotka TGV 001 s plynovou turbínou rychlosti 318 km/h, což byl světový rekord vozidel s termickým pohonem.
26. února 1981 dosáhla jednotka TGV PSE č. 16 na trati Paříž – Lyon rychlosti 380 km/h a překonala tak francouzský rekord z roku 1955 – 331 km/h.
Hranice 400 km/h byla překonána německou jednotkou ICE 1. května 1988, avšak již 5. prosince 1989 opět převzali štafetu Francouzi – jednotka „TGV-Atlantique“ č. 325 dosáhla rychlosti 482,4 km/h a 18. května 1990 dokonce 515,3 km/h.
O možnostech francouzského systému svědčí fakt, že TGV POS č. 4402 drží světový rychlostní rekord pro kolejová vozidla (rychleji jel jen magnetický vlak maglev, 583 km/h, v Japonsku v roce 2005) 574,8 km/h, dosažený 3. dubna 2007 na trati Paříž – Baudrecourt u vesničky Passavant-en-Argonne. Vlak tím vylepšil svůj vlastní nedávný rekord 553 km/h ze dne 13. února 2007 a předchozí vytvořený TGV Atlantique č. 325 z 18. května 1990, kdy jel na trati Paříž – Tours poblíž Vendôme rychlostí 515,3 km/h.
Další pozoruhodný výkon předvedla souprava TGV č. 531 dne 26. května 2001, kdy překonala vzdálenost napříč Francií z Calais do Marseille (1 067,2 km) za 3 hodiny a 29 minut, tj. průměrnou rychlostí 278,4 km/h. Na překonání 1 000 km s letmým startem tak potřebovala pouhé 3 hodiny a 9 minut, tj. dosáhla průměrnou rychlost 314,5 km/h. Rychlost na celé trase 1067,2 km je nižší, protože čas zahrnuje počáteční rozjezd a konečné brzdění. Pro srovnání: SuperCity Pendolino Českých drah jede v běžném provozu 250 km cesty z Prahy do Olomouce s jednou zastávkou 2 hodiny a 5 minut, tj. průměrnou rychlostí 120,2 km/h (stav k roku 2019).